# 东山 (广州)

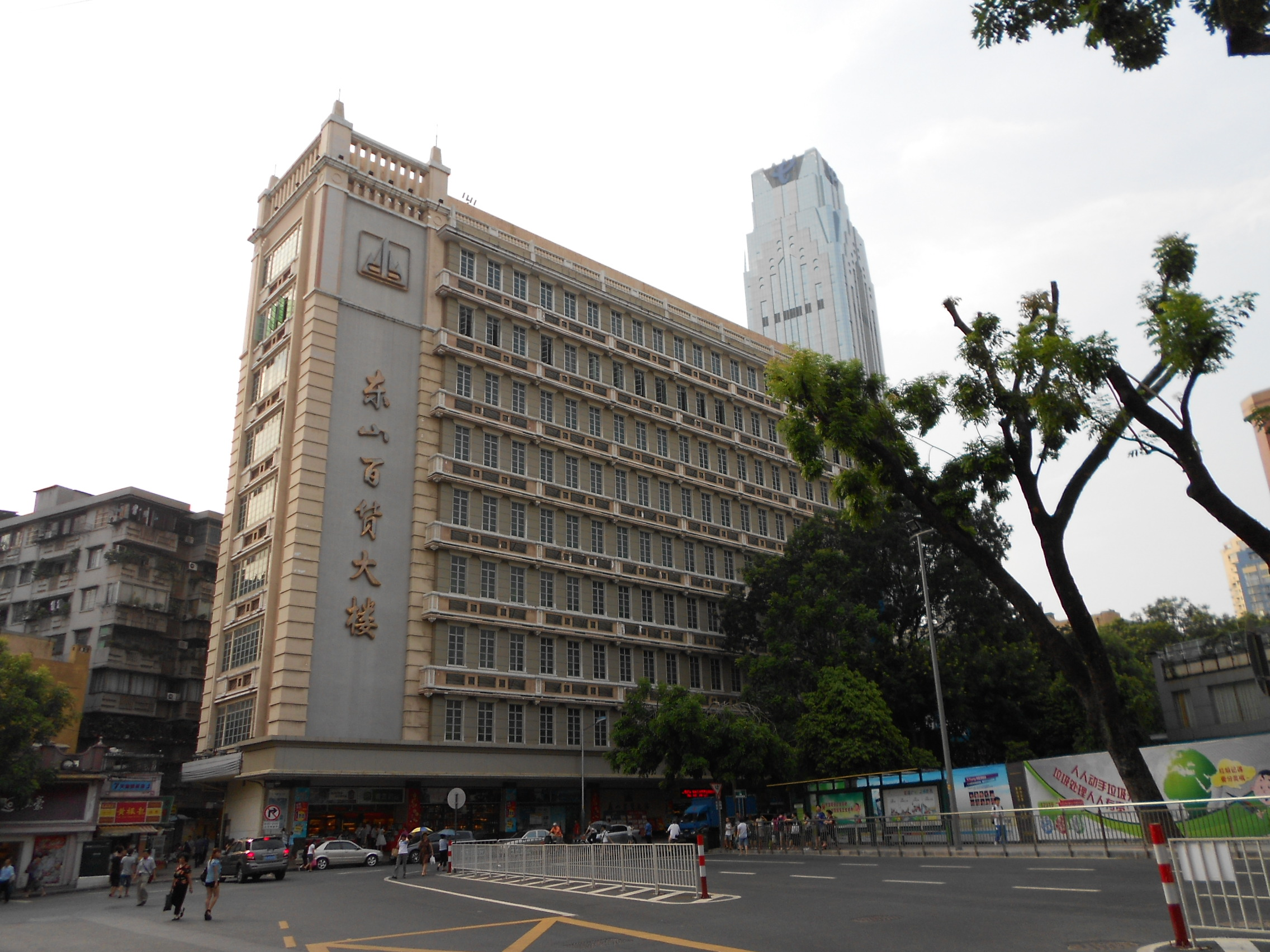
东山百货大楼

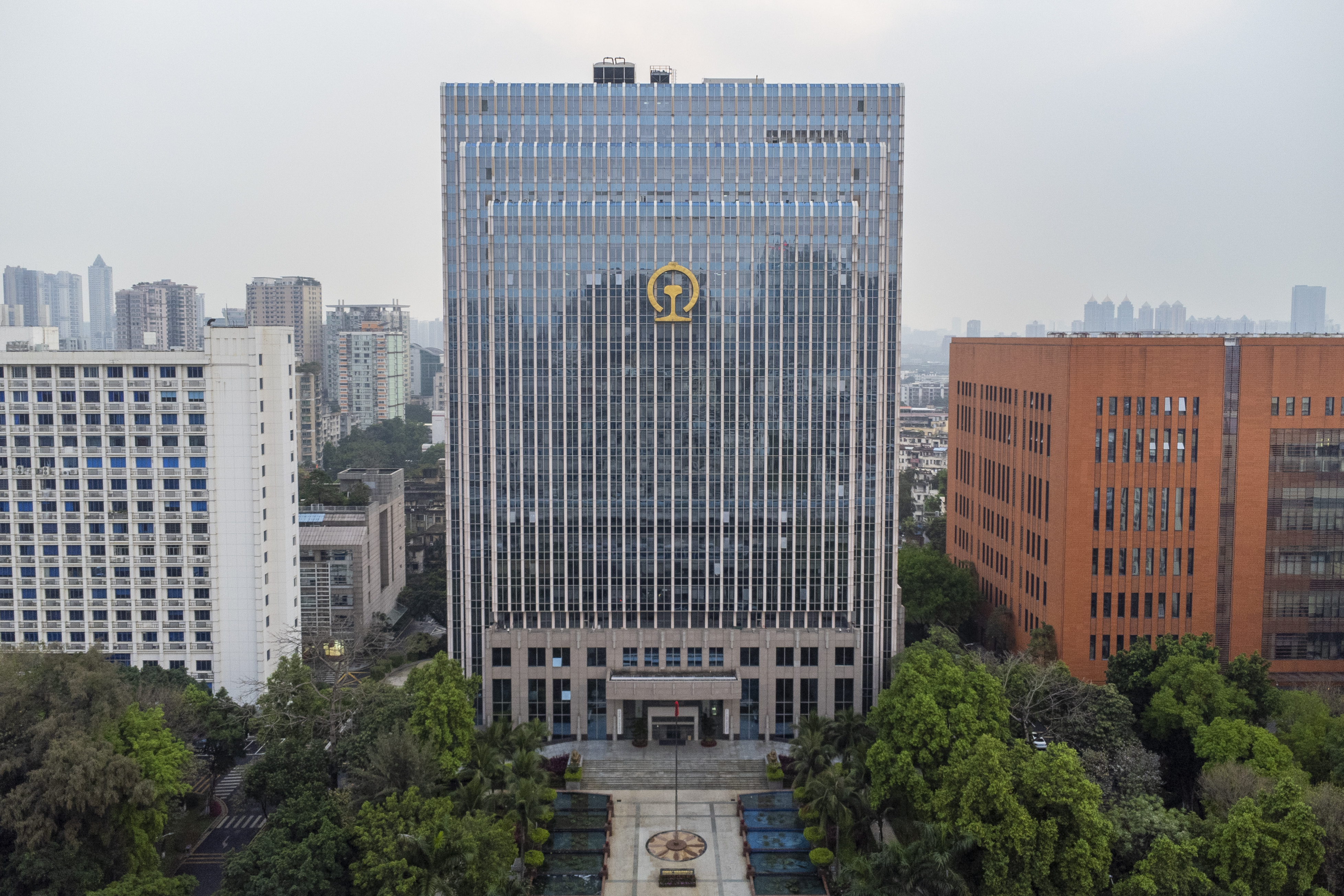
中国铁路广州局集团总部大楼

东山是指中國廣東省廣州市地铁东山口站附近的地区，即署前路、中山一路、中山二路、农林下路、东华北路相交的交通路口及附近地区。南为东湖、龟岗、东接梅花村（民國政要寓所群）、北接东风东路商业区、西接马棚岗。

## 历史

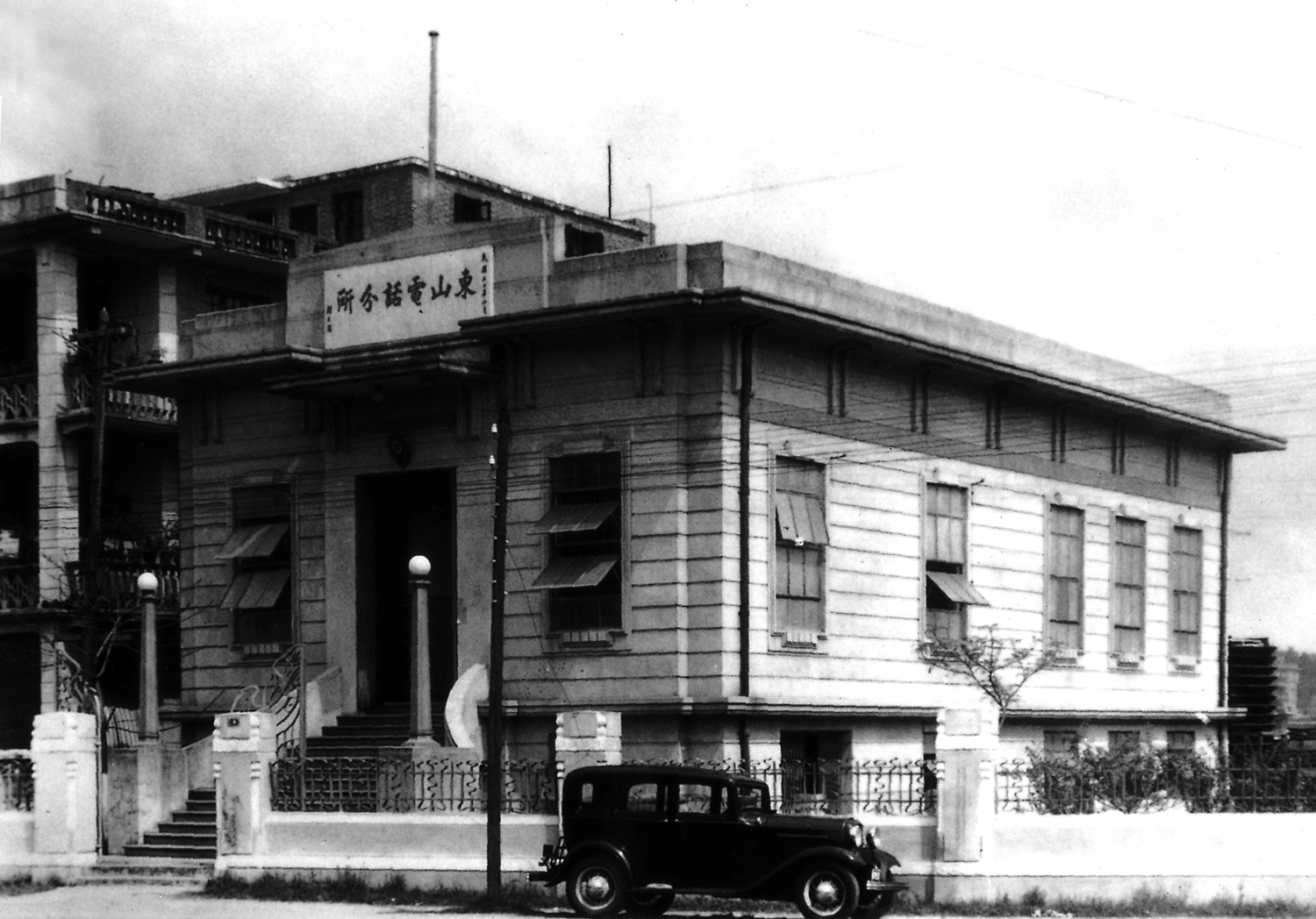
1932年4月落成開通的廣州市東山電話分所。門額石匾上的「東山電話分所」為當時剛任廣州市市長的程天固所題。

东山得名于东山寺，一座落成于明朝成化十六年（1480年）的佛教寺庙，由太监韦眷修建，初名永泰禅寺，俗称“大鉴寺”。顺治年间顺治七年（1650年）重修时，前殿改建为真武庙，俗称东山庙；后殿改建为东山寺。到了民国初年便有记载“城东三里曰东山”。民国二十年（1931年），广州市推行保甲制，始设东山区公所，这是市属行政区以“东山”命名之始。 
东山地方在民国初年以前，系广州城外寺院和郊野，人烟稀少。随着广州城的发展，广九铁路通车设大沙头站，并在东山庙前直街设有一个铁路道口，遂得名东山口。随后，美南浸信会、基督复临安息日会、等教会机构陆续在东山建设大批教堂、学校、医院、慈善机构等各类建筑，而逐渐演变为商业和居民区。在中共攻占广州之前的1940年代末期，东山已经成为精致时尚高档住宅区。
美南浸信会是到东山发展最早、势力最大的教派。1903年起，美南浸信会在寺贝通津购地，至1908年建成培道中学的“红楼”与“耶德逊堂”两所校舍，是东山最早的新式建筑物。同年建成培正中学的白课堂。1909年在寺贝通津9号建成东山浸信会堂。此外，美南浸信会在东山口兴建的机构还有：美华书局（1895年）、烟墩幼儿园（1902年）、培贤神道女校和恤孤院（1903年）、慕光瞽目学校、培灵幼儿园（1913年）、两广浸信会神道学校（1915年）、培坤女子中学、赖神浸信会堂（1918年）、两广浸信会医院（1919年）、两广浸信会安老院（1922年）以及两广浸信会联合事务所，东山口成为一个名校密集的区域。
基督复临安息日会的华南联合会中心也设在广州东山。1910年，安息日会在今犀牛路、三育路、福今路（原名福音路）购地建东山教堂、三育中学。1931年，安息日会在三育路开办广东卫生疗养院（今东山宾馆址）。
1912年，英国圣公会于在东山建圣三一中学(即今传染病院院址)、圣希利达女子中学及培德女经学校。
此后，东山先是吸引了大批归侨前来投资，随后又有不少军政要员来此建造宅邸。1915年，美国华侨黃葵石买下1.2萬㎡荒地，开辟为六条马路：龟岗大马路、龟岗一马路、龟岗二马路、龟岗三马路、龟岗四马路和龟岗五马路。

## 地标

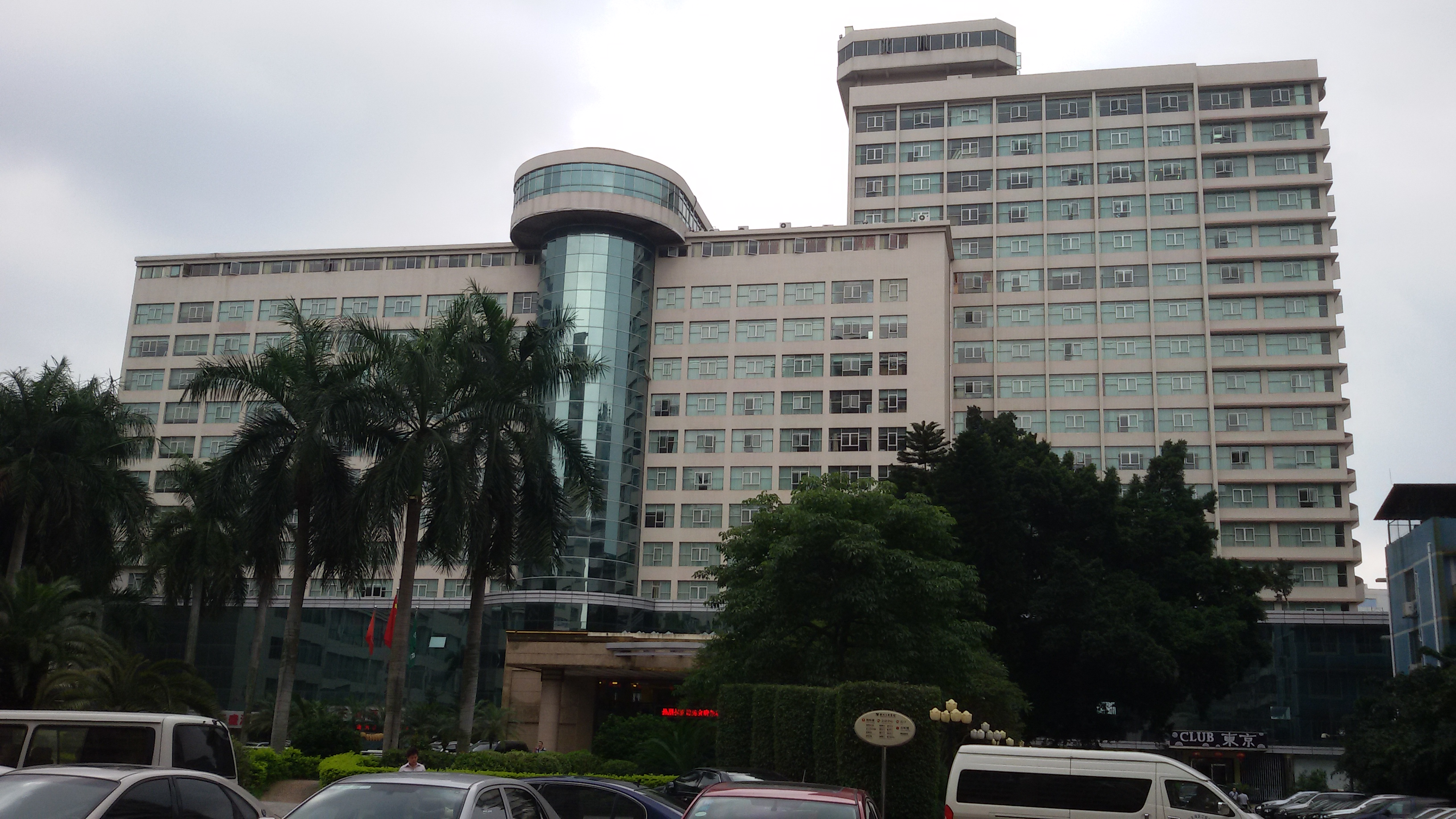
融通旅发广州东山宾馆

本区段内其知名建筑物和场所有东山电车总站、广东省人民医院、中山大学附属第一医院东山院区（原东山区人民医院）、越秀区人民医院、东山百货大楼、廣州市第七中學、广州市第十六中学、廣州市培正中学、新河浦和越秀区图书馆等。其中东山电车总站是广州市最古老的电车总站之一。

## 公共交通
附近的巴士服务有東山電車總站、东山口站、龟岗总站、东华东路站、新河浦站、东湖路站、海印桥站、大沙头站、执信南路站
- 广州地铁1号线、广州地铁6号线東山口站